# Dante Lindhe
Dante Sebastian Lindhe, född 10 januari 1996 i Stockholm, är en svensk sångare, musiker och fotomodell. Han har sedan år 2015 varit en av gruppmedlemmarna i musikgruppen Hov1, en musikgrupp som efter sommaren 2025 kommer att lägga ner. Han är uppvuxen i Orminge i Nacka kommun utanför Stockholm.
Lindhe har utöver sitt medlemskap i musikgruppen Hov1, även haft ett samarbete med rapparen Yasin på singeln "Canada Goose". I maj 2024 meddelade Aftonbladet att han hade fått barn med dåvarande flickvännen Stephanie "Steffi" Méndez, som i sin tur är dotter till artisten Méndez (Leopoldo Méndez). Han blev därmed den andra medlemmen i Hov1 att bli förälder, efter kollegan Axel Liljefors, som tillsammans med flickvännen Linn Du Rietz, fick en liten dotter i juli 2022.